# 塞拉耶佛奧林匹克足球俱樂部
薩拉熱窩奧林匹克足球俱樂部，是波斯尼亞和黑塞哥維納的一家足球俱樂部。主場位於薩拉熱窩。球隊曾參加波黑足球超級聯賽的賽事。